# أحمد غصون
أحمد غصون (مواليد 4 سبتمبر 1996) ملاكم سوري شارك بعدد من البطولات العالمية واحرز عدد من الميداليات منها ألعاب البحر الأبيض المتوسط 2018 وألعاب البحر الأبيض المتوسط 2022 وبطولة العالم للملاكمة 2015 وبطولة العالم للملاكمة 2016 ودورة الألعاب الآسيوية 2018 

## حياته
أحمد من عائلة سورية رياضية حيث بدأ بالتدريب منذ الصغر على يد والده الملاكم حسين غصون مع اشقائة الملاكمون سومر وعلي ومحمد وعلاء غصون حيث شاركوا جميعا في بطولات محلية وعالمية للملاكمة 

## الاحصائيات

### العاب البحر الأبيض المتوسط
ذهبية العاب البحر الأبيض المتوسط 2018
ذهبية العاب البحر الأبيض المتوسط 2022 (سوريا في ألعاب البحر الأبيض المتوسط 2022)

### دورة الألعاب الآسيوية
برونزية دورة الألعاب الآسيوية 2022

### دورة الالعاب العربية
ذهبية في دورة الألعاب العربية 2023 (سوريا في دورة الألعاب العربية )

### بطولات اخرى
ذهبية بطولة الألعاب العالم المصغرة في إيران
ذهبية بطولة العرب في السودان

## روابط خارجية
أحمد غصون على موقع اولمبياد
أحمد غصون على موقع بوكس ريك